# Wyspa Opatowicka

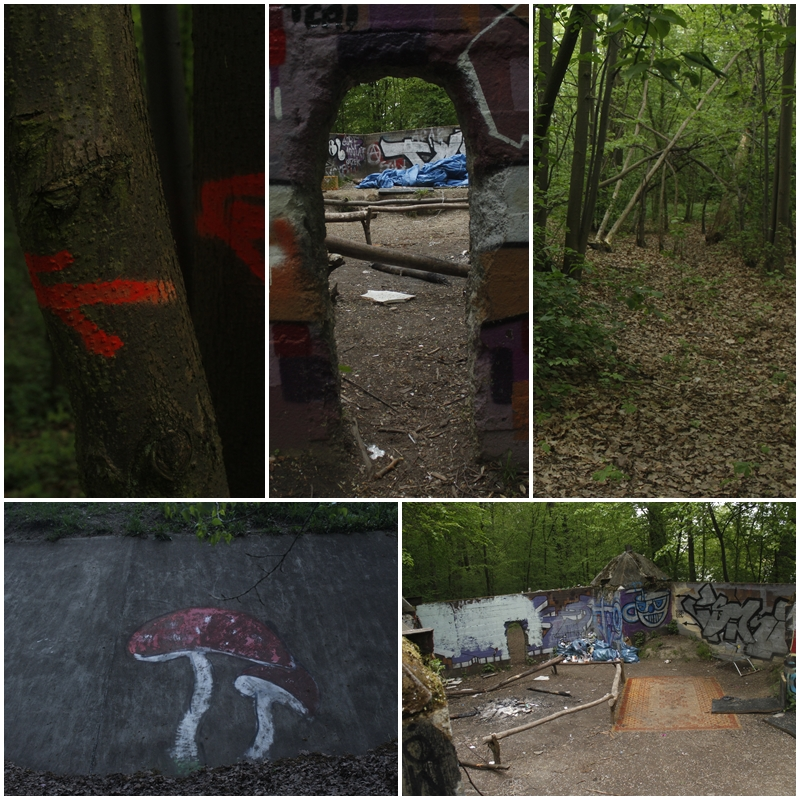
Ślady ludzkiej działalności na Wyspie Opatowickiej.

Wyspa Opatowicka (Ottwitzer Werder, Wyspa Miłości, po 1945 przejściowo Wyspa Miłosna (Liebesinsel), to wyspa we Wrocławiu, położona pomiędzy Odrą a Kanałem Opatowickim. Powstanie wyspy wiąże się z budową Kanału Opatowickiego i Stopnia Wodnego Opatowice, obejmującego Jaz Opatowice zlokalizowany w głównym nurcie Odry i Śluzę Opatowice położoną w Kanale Opatowickim. Wyspa stanowi jeden z elementów Bartoszowicko–Opatowickiego Węzła Wodnego. Główny nurt Odry przebiega w tym miejscu łukiem opływającym wyspę od północy (meander). W latach 1912–1917 (1913–1917), wybudowano kanał żeglugowy, skracający w linii prostej drogę wodną w kierunku centrum miasta. W ten sposób odcięty od południa Kanałem Opatowickim teren, utworzył Wyspę Opatowicką.
W okresie międzywojennym wyspa stanowiła miejsce wypoczynku i rekreacji. Zbudowano tu amfiteatr. Przybijały statki pasażerskie i wycieczkowe.
W czasach po II wojnie światowej wyspa nie była zagospodarowana. Teren w części jest zalesiony, część to łąki. Prowadzono tu między innymi wypas bydła.
Na wyspę dostać się można od strony osiedla Bartoszowice przez kładkę wybudowaną nad jazem. Wyspa objęta jest ochroną indywidualną w formie zespołu przyrodniczo-krajobrazowego, w ramach Szczytnickiego Zespołu Przyrodniczo-Krajobrazowego.